# Camptoprosopella gracilis
Camptoprosopella gracilis är en tvåvingeart som beskrevs av Shewell 1939. Camptoprosopella gracilis ingår i släktet Camptoprosopella och familjen lövflugor. Inga underarter finns listade i Catalogue of Life.